# 血染めの鍵
『血染めの鍵』（ちぞめのかぎ、The Clue of the New Pin）は、1923年に発表されたエドガー・ウォーレスの長編推理小説。

## 内容
謎の中国系億万長者の密室殺人を描いた犯罪小説（スリラー）である。
日本では戦前に翻訳本がでたが長らく絶版。2018年に新訳で翻訳が90年ぶりに出版された。

## 物語
英国系中国人で資産家のトラスミアが、鍵のかけられた密室の中で殺害される。被害者に恨みを持っていた共同経営者のブラウンと、事件後行方知れずとなった使用人のウォルターズ、宝石や文書絡みで被害者といわくありげな女優ウルスラが怪しい。新聞記者のタブは、地元警察署の刑事カーヴァーと共に事件を追っていく。

## 登場人物
- タブ・ホランド - 主人公。雑誌「メガホン」のやり手記者。
- ジャック - 主人公の上司。雑誌「メガホン」の編集長。
- ジェセ（ジェシー）・トラスミア - 中国育ちの英国人富豪。密室で殺される。
- ウォルターズ - トラスミアの使用人。前科者らしい。
- レックス（ベイブ） - 主人公のルームメイトの建築家。トラスミアの甥。太っている。
- ウェリントン（ウェリー）・ブラウン - トラスミアの中国での共同経営者。気品があるが、大酒飲みで阿片の常習者。
- ジョン・ストット - トラスミアの隣人。気取った俗物で社交クラブの常連。
- エレーヌ - ストット邸の女中。ゴシップ好きでおしゃべりとストットからは思われている。
- ウルスラ・アドバーン - 女優。ベイブに求婚される。
- イェー・リン - 中華レストランを経営する中国人。
- カーヴァー警部 - トラスミア事件の捜査を担当する刑事。

## 特記事項
本作の「密室」と「意外な犯人」は、古典的トリックとして複数のミステリで言及されている。

## 日本語訳書
- 『血染の鍵 / 反逆者の門』 松本泰訳、春陽堂 探偵小説全集８　1929年
- 『血染めの鍵』  友田葉子訳、論創社、2018年 ISBN 978-4-8460-1686-9